# 伯都訥副都統

伯都纳副都统辖区在吉林将军辖区的位置（1820年）

伯都訥副都統是清朝在今吉林省扶余縣設立的正二品副都统官職，隸屬於吉林將軍。

## 歷史
伯都訥（转写：bedune），古称伯咄，地處嫩江與松花江的沖積平原，為東北八旗駐防糧餉的重要供給之地，又是西控蒙古的要地，稱得上是驛路要衝之地，故而在康熙三十一年设立此職，移吉林副都統一員駐守伯都訥。宣统元年裁撤。